# Fernando Henrique Mariano
Fernando Henrique Mariano (Uberlândia, 3 de abril de 1967) é um técnico e ex-futebolista brasileiro que atuava como volante. Atualmente, comanda o Uberaba.

## Carreira
Filho de Vicente de Paulo Mariano e Alice de Jesus Mariano, depois de atuar na várzea, começou a jogar no júnior do Uberlândia EC, em 1985, clube onde começou sua carreira profissional.
Em 1990, foi vendido ao Mogi Mirim, onde se destacou no 'carrossel caipira', de Válber, Rivaldo e Leto. Passou também pela Portuguesa em 1993. Mas foi no Guarani, em 1994, que começou a despontar.
O primeiro título estadual do meio campista foi com a camisa do Internacional em 1996, ano que chegou ao clube. No Inter, ganhou a Bola de Prata da Revista Placar em 1997, como melhor volante do Brasil e foi cogitado para a Seleção Brasileira.
No final de março de 1998, se transferiu para o Avispa Fukuoka, do Japão.
Após passagem pelo futebol japonês, retornou ao Brasil em 2000 para jogar pelo Palmeiras de Felipão. Em seu primeiro ano no Palestra Itália, acabou virando uma espécie de 12º jogador do técnico, entrando em campo 51 vezes durante a temporada, conquistando o Torneio Rio-São Paulo e a Copa dos Campeões, além de ter feito parte da campanha no vice da Libertadores, perdida nos pênaltis para o Boca Juniors.
Em 2001, após a saída da Parmalat e um "desmanche" no elenco de craques do ano anterior, Fernando ganhou ainda mais protagonismo, se destacando especialmente nas disputas da Libertadores e da Copa Mercosul, somando 52 partidas pelo Alviverde na temporada.
Chegou ao Botafogo em 2003.
Em Campeonatos Brasileiros, disputou 249 jogos e marcou um único gol, pela Portuguesa de Desportos, em 1994.
Atuou em 55 das 58 partidas que o Santo André disputou no ano de 2009, sem qualquer lesão. Encerrou a carreira aos 42 anos de idade, em 6 de dezembro de 2009, jogando pelo Santo André, na derrota por 4 a 1 para o Internacional, no Beira-Rio, em Porto Alegre.
Após aposentadoria dos campos, trabalhou como técnico do sub-17 no Esporte Social Uberlândia.

## Títulos
Uberlândia
- Campeonato Mineiro do Interior: 1987

Mogi Mirim
- Copa 90 Anos do Futebol de São Paulo: 1992

Internacional
- Torneio Mercosul: 1996

- Campeonato Gaúcho: 1997

Palmeiras
- Torneio Rio-São Paulo: 2000

- Copa dos Campeões: 2000

Santo André
- Campeonato Paulista - Série A2: 2008